# Valkeinen (sjö i Pieksämäki, Södra Savolax)
Valkeinen är en sjö i kommunen Pieksämäki i landskapet Södra Savolax i Finland. Sjön ligger 124,2 meter över havet. Den är 10,39 meter djup. Arean är 1,01 kvadratkilometer och strandlinjen är 4,6 kilometer lång. Sjön  ingår i Vuoksens huvudavrinningsområde.   Den ligger omkring 48 kilometer norr om S:t Michel och omkring 260 kilometer nordöst om Helsingfors. 